# Hrvatski borac
 Ovo je glavno značenje pojma Hrvatski borac. Za druga značenja pogledajte Hrvatski borac (tjednik).
Hrvatski borac je bio hrvatski emigrantski list.
Izlazio je u Grazu od 1949.

## Vanjske poveznice i izvori
- Bibliografija Hrvatske revije  Arhivirana inačica izvorne stranice od 20. lipnja 2006. (Wayback Machine) Franjo Hijacint Eterović: Trideset godina hrvatskog iseljeničkog tiska 1945-1975.